# فلوبس
فلوبس (بالإنجليزية: FLOPS)‏ في الحوسبة وهي اختصار للجملة (بالإنجليزية: FLoating-point Operations Per Second)‏ والتي تعني عملية النقطة العائمة بالثانية وهي مقياس لأداء الحاسوب، وخصوصاً في حقل الحسابات العلمية والتي تستخدم بشكل ثقيل حسابات عدد فاصل عائم بشكل مشابه للنموذج الأقدم أوامر بالثانية ‏.
مصطلح فلوبس يستخدم لصيغ الجمع والمفرد، ومع أن المفرد FLOP كثيراً ما يستخدم كبديل. ويستخدم المفرد فلوب FLOP (أو flop) كاختصار لـ "FLoating-point OPeration" وتعداد فلوب هو تعداد هذه العمليات. وفي هذا السياق "flops" هو صيغة جمع بدلاً من معدل، وستكون فيما بعد "flop/s". التعبير 1 flops تفسر كالتالي
{\displaystyle f_{\text{flop}}=1\,\mathrm {s} ^{-1}\,\Leftrightarrow \,n_{\text{flops}}=1}.

## اقرأ أيضا
- تاريخ الأجهزة الحاسوبية (ستينيات القرن العشرين-الآن)